# Hokkabaz
Hokkabaz (zu Deutsch: Gaukler) ist eine türkische Tragikomödie aus dem Jahr 2006. Die Regie führte Ali Taner Baltacı. Die Hauptrolle spielte Cem Yılmaz, der auch das Drehbuch schrieb.

## Handlung
Der kurzsichtige, erfolglose Zauberer İskender und sein Assistent Orhan genannt Maradona beschließen, dem undankbaren Istanbuler Publikum zu entfliehen und eine Tournee durch Anatolien zu organisieren. Mit dem auf der Tournee eingespielten Geld wollen sie ihre Augenoperation finanzieren. Auf ihrer Reise begleitet sie Iskenders Vater, der kauzige Sait.